# Burrel
Burrel  (på albanska Burrel med böjningsformen Burreli) är en centralort i Mat distrikt i Albanien. Enligt en statlig undersökning från år 2003 hade orten då 13 900 invånare.
Burrel hade under Albaniens kommunistiska tid ett fängelse för politiker som spred antikommunistisk propaganda. Efter kommunismens fall stängde det demokratiska partiet fängelset och öppnade det som ett slags fängelsemuseum. År 1997 öppnade Sali Berisha återigen fängelset.
Under Kosovokriget fanns ett flyktingläger nära Burrel, med plats för 2000 personer.

## Personer från Burrel
- Juliana Pasha - Sångerska som representerade Albanien vid Eurovision Song Contest 2010
- Kurt Kadiu - var en av undertecknarna av den albanska självständighetsförklaringen 1912
- Hysni Milloshi - politiker
- Juliana Pasha - sångerska
- Ahmet Zogu - kung över Albanien från 1928 till 1939.
- Xhemal Zogu - politiker och far till Ahmet Zogu.